# Allegoresi
L'allegoresi, termine che deriva dall'unione di "allegoria" ed "esegesi", definisce una procedura operativa dell'interpretazione allegorica caratteristica di un particolare ambito storico o di pensiero.
Tradizionalmente l'allegoresi è il metodo allegorico adoperato nell'interpretazione dei testi sacri, grazie alla quale è possibile rinvenire il senso mascherato in maniera icastica delle parole.
Il padre dell'esegesi biblica tramite allegoria è Filone di Alessandria, che con la categoria dello spirito ha ricercato il senso autentico degli scritti.
(Legum allegoriae)